# Католицизм в Белизе

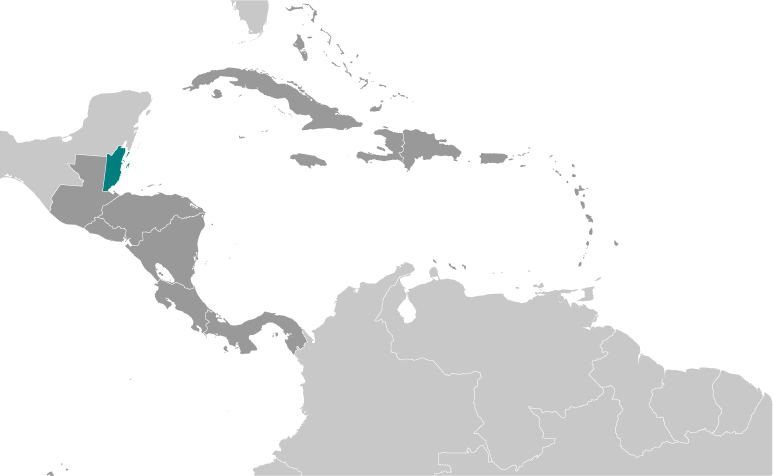
Карта Белиза

Католицизм в Белизе или Католическая церковь в Белизе является частью всемирной Католической церкви. Численность католиков в Белизе составляет около 133 тысяч человек (около 50 % от общей численности населения по данным Всемирной книги фактов ЦРУ).

## История
В начале XVI века территория Белиза была завоёвана Испанией. Первые католики-переселенцы появились на территории сегодняшнего Белиза в первой половине XVII века, с 1630-х годов здесь начали селиться английские колонисты. Некоторое время земли современного Белиза были объектом борьбы испанских и английских переселенцев, которая завершилась победой последних — в 1862 году Белиз был провозглашён английской колонией под именем Британский Гондурас;
В 30-х годах XIX века здесь начала деятельность миссия францисканцев, позднее к ним присоединились иезуиты. С 1836 года на эти земли распространял свою юрисдикцию апостольский викариат Ямайки (сегодня — архиепархия Кингстона). В 1888 году Святой Престол учредил апостольскую префектуру Британского Гондураса, которая в 1893 году была преобразована в апостольский викариат. Пастырское попечение над католиками, проживавшими в Британском Гондурасе, было поручено иезуитам.
В 1956 году была учреждена епархия Белиза, которая в 1983 году была переименована в епархию Белиза — Бельмопана. Сегодня эта епархия является суффраганом митрополии Кингстона. В 1981 году Белиз получил независимость, католическая церковь страна поддержала движение за национальную независимость.
В 1983 году Белиз посетил с пастырским визитом Римский папа Иоанн Павел II.

## Список нунциев
19 марта 1983 года Римский папа Иоанн Павел II издал бреве Patet Ecclesiam, которым образовал апостольскую нунциатуру в Белизе.
- Поль Фуад Табет — (11 февраля — 8 сентября 1984 — назначен апостольским про-нунцием в Нигерии);
- Мануэл Монтейру де Каштру — (16 февраля 1985 — 21 августа 1990 — назначен апостольским нунцием в Сальвадоре и Гондурасе);
- Эудженио Сбарбаро — (7 февраля 1991 — 1998);
- Джачинто Берлоко — (5 мая 1998 — 24 февраля 2005 — назначен апостольским нунцием в Венесуэле);
- Луиджи Пеццуто — (7 мая 2005 — 17 ноября 2012 — назначен апостольским нунцием в Боснии и Герцеговине);
- Леон Каленга Бадикебеле — (13 апреля 2013 — 17 марта 2018 — назначен апостольским нунцием в Аргентине);
- Фортунатус Нвачукву — (8 сентября 2018 — по настоящее время).

## Современное состояние
В настоящее время в Белизе действует одна епархия, 13 католических приходов. Организационно епархия Белиза — Бельмопана входит в Конференция католических епископов Антильских островов.
- Епархия Белиза-Бельмопана.

## Примечание
1. ↑  ЦРУ — The World Factbook. Дата обращения: 4 декабря 2011. Архивировано 13 мая 2013 года.
2. 1 2  «Белиз» //Католическая энциклопедия, Т.1. М.:2002, ст. 494
3. ↑  Special Celebrations in a.d. 1983. Дата обращения: 19 апреля 2020. Архивировано 29 сентября 2020 года.